# Mutiny Within
Mutiny Within (с англ. — «бунт изнутри») — американская группа из города Эдисон, штат Нью-Джерси, играющая в стиле мелодик дэт-метал. Группа была основана в 2002 году басистом Эндрю Джейкобсом (Andrew Jacobs), первоначально, как кавер-коллектив группы Children of Bodom.
Группа прошла через целый ряд трансформаций, пока окончательно не приобрела свой нынешний облик. Проведя поиски людей, которые бы соответствовали его требованиям, Джейкобс привлек в группу таких людей, как своего младшего брата Брэндона Джейкобса (Brandon Jacobs) на место гитариста, а также местных барабанщика Билла Фоура (Bill Fore) и клавишника Дрю Ставолу (Drew Stavola).
Но солиста группа была вынуждена искать уже за пределами США. Достигнув Великобритании, группа предложила присоединиться британскому певцу Крису Клэнси (Chris Clancy), просмотрев его пост на YouTube. Решив рискнуть, Клэнси переехал в США и посвятил себя группе. Последний участник группы, Дэн Баж (Dan Bage), также переехал из Англии, приглашенный Клэнси уже в студии для записи некоторых гитарных соло-партий. Талантливый гитарист Баж идеально подходил для группы и решил присоединиться к своему школьному товарищу Клэнси в его международной авантюре.
В 2010 году тяжелый труд Mutiny Within, их неординарность и драйв принесли свои плоды, когда они выпустили свой дебютный альбом уже под лейблом заметивших их Roadrunner Records.

## Интересные факты
- Песня группы «Born to win» является боевым гимном борца-рестлера WWE Эвана Борна.
- Roadrunner Records разместила песню «Awake» на своем скачиваемом интернет-сборнике «2009’s Annual Assult», неправильно обозначив группу как «Unity Within». Песня «Awake» стала позже доступна для абонентов Roadrunner Records и для скачивания сервису iTunes.
- В 2009 году группа приняла участие в записи саундтрека к игре God of War III, куда вошла их композиция The end.

## Состав
Нынешний состав
- Эндрю Джейкобс (Andrew Jacobs) — бас-гитара, бэк-вокал
- Брэндон Джейкобс (Brandon Jacobs) — соло-гитара
- Билл Фоур (Bill Fore) — барабаны
- Дрю Ставол (Drew Stavola) — клавишные
- Крис Клэнси (Chris Clancy) — вокал
- Дэн Баж (Dan Bage) — ритм-гитара

Бывшие участники
- Джефф Стюарт (Jeff Stewart) — гитара

## Дискография
Студийные альбомы
- Mutiny Within (2010)
- Mutiny Within 2: Synchronicity (2013)
- Origins (2017)

Демоверсии/EPs
- Mutiny Demo (2006)
- Audition Demo (2006)

### Другие проекты
- God of War: Blood & Metal EP — The End (2009)[2]
- Metal Hammer Presents…A Tribute to AC/DC — Highway to Hell (2010)[3]